# Andrea Bertoni

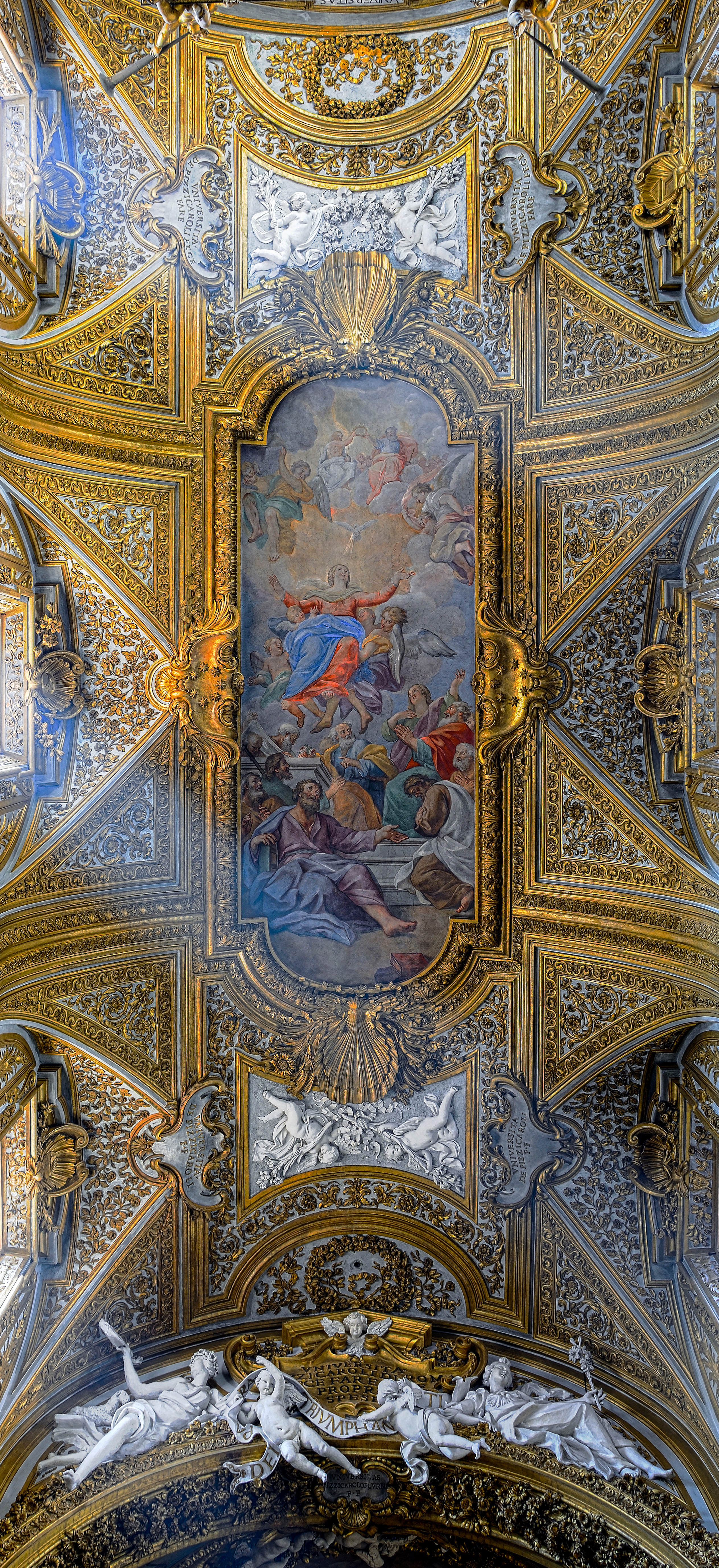
Taket i Santa Maria dell'Orto med stuckdekorationer av bland andra Andrea Bertoni.

Andrea Bertoni var en italiensk stuckatör under barockens epok, aktiv i Rom omkring år 1700. 

## Verk i Rom (urval)
- Stuckdekorationer – Santissima Trinità in Palazzo Monte di Pietà[1][2][3]
- Stuckdekorationer – fasaden, Sant'Isidoro a Capo le Case[4]
- Stuckdekorationer – fasaden och interiören, Santa Croce e San Bonaventura dei Lucchesi[5]
- Stuckdekorationer – Cappella della Vergine, Santa Maria in Cosmedin[6]
- Stuckdekorationer – taket, Santa Maria dell'Orto[7]
- Stuckdekorationer – Cappella della Madonna e di San Flaviano, Santa Bibiana[8]
- Stuckdekorationer – långhuset, Il Gesù[9]
- Stuckdekorationer – interiören, Santa Maria in Campitelli[10]